# 莫里斯·迪克斯坦
莫里斯·迪克斯坦（英語：Morris Dickstein，1940年2月23日—2021年3月24日），是美国文学家、历史学家、散文家。

## 著作
- 《雙重間諜：批評家與社會》（1992年）
- 《車行道上的鏡子：文學與真實世界》（2005年）